# 阿克苏普乡
阿克苏普乡，是中华人民共和国新疆维吾尔自治区巴音郭楞蒙古自治州尉犁县下辖的一个乡镇级行政单位。

## 行政区划
阿克苏普乡下辖以下地区：
英阿瓦提村、阿克苏普村、吉格代巴格村和喀尔尕提村。